# Rock the Vote
Rock the Vote es una organización sin fines de lucro liberal de Estados Unidos. Al registrar nuevos votantes jóvenes, el grupo pretende «canalizar la energía entre los jóvenes en torno a la justicia racial, económica y sanitaria hacia una de las acciones más poderosas que pueden emprender: votar».
La organización fue fundada en 1990 por el copresidente de Virgin Records America, Jeff Ayeroff, para alentar a los jóvenes estadounidenses a votar. Está orientado a aumentar la participación electoral entre los votantes de 18 a 24 años. Rock the Vote es conocido por sus portavoces famosos y su asociación con MTV.

## Historia
Rock the Vote fue fundada en 1990 por Jeff Ayeroff con el copresidente de Virgin America, Jordan Harris, y la ejecutiva de Virgin, Beverly Lund. Más tarde contrataron a Jodi Uttal y luego a Steve Barr, un trabajador de campaña y recaudador de fondos políticos, quienes se convirtieron en «cofundadores» por su contribución a Rock the Vote. Rock the Vote apoyó la Ley Nacional de Registro de Votantes de 1993, comúnmente conocida como el proyecto de ley del «votante motorizado», que amplió el acceso al registro de votantes. Fue promulgada como ley por el presidente Bill Clinton. La ley requiere que los gobiernos estatales ofrezcan oportunidades de registro de votantes a cualquier persona elegible que solicite o renueve una licencia de conducir o asistencia pública.

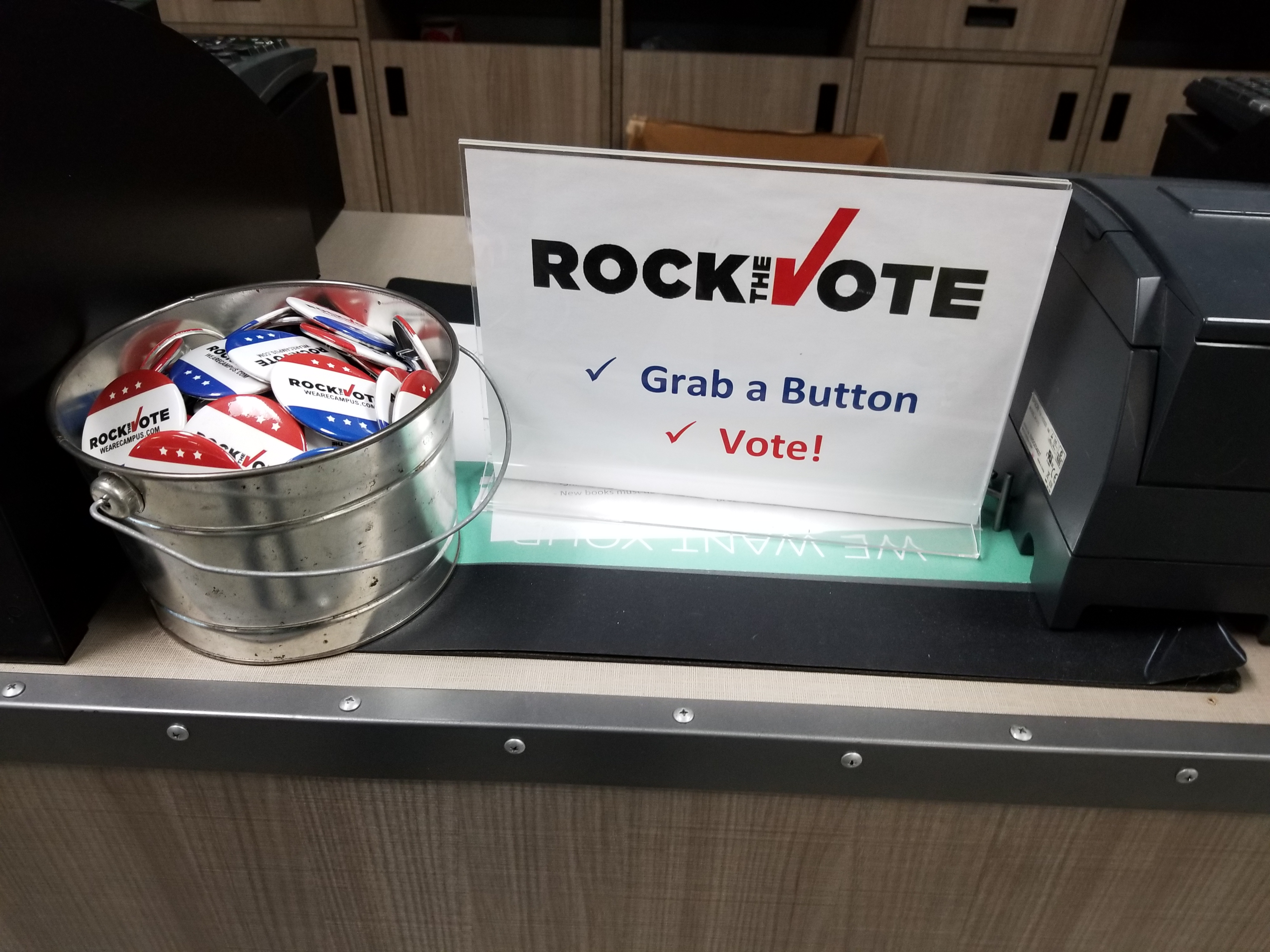
Rock the Vote

En 1991, su mensaje se transmitió en MTV con Rock the Vote Public Service Announcements (PSA) de Madonna, donde literalmente se envolvió en la bandera estadounidense. Ese mismo año, Barr, en nombre de Rock the Vote, testificó ante el Congreso para apoyar la legislación pendiente de registro de votantes.
En 1996, Rock the Vote creó el primer sistema de registro de votantes por teléfono, 1-800-REGISTER, seguido por el primer sistema de registro de votantes en línea, NetVote, ese mismo año.
«Apoyamos Rock the Vote», dijo Thom Yorke de Radiohead, «pero, debido a la forma en que funciona todo el sistema político, parece bastante extraño elegir entre un sistema inviable y obsoleto y otro. Necesitamos ir más allá de eso, porque, por el momento, son solo indios y vaqueros».
Con CNN, Rock the Vote organizó "America Rocks the Vote", un foro de candidatos presidenciales demócratas de 2003 en Faneuil Hall en Boston.
Rock the Vote ha expresado su apoyo a una opción de seguro médico público. Se inscribió en Health Care for America NOW!, una coalición política progresista que apoyó la aprobación de la Ley del Cuidado de Salud a Bajo Precio. En 2009, Rock the Vote realizó una campaña alentando a las personas a negarse a tener relaciones sexuales con aquellos que se oponían a lo que consideraban una reforma de la atención médica estadounidense.
Durante las elecciones presidenciales de 2004, Rock the Vote generó críticas de los funcionarios del Partido Republicano, como el presidente del Comité Nacional Republicano, Ed Gillespie, por enviar un aviso de borrador simulado a más de 600 000 direcciones de correo electrónico. El mensaje incluía las palabras " Sistema de Servicio Selectivo " y decía "Por la presente se le ordena ingresar a las Fuerzas Armadas de los Estados Unidos y presentarse en un lugar de votación cercano a usted" el 2 de noviembre ( día de las elecciones ). El logotipo Rock the Vote y un facsímil de la firma del secretario Donald Rumsfeld aparecían al pie del mensaje. Además, Rock the Vote creó anuncios de servicio público con el tema del borrador.   Además de poner los PSA a disposición de los grandes sistemas de cable, pagaron para ejecutarlos en una muestra aleatoria de pequeños sistemas de cable donde podían medir los efectos. La participación fue tres puntos porcentuales más alta entre los jóvenes de 18 a 19 años en estas áreas de muestra que en el grupo de control cubierto por otros sistemas de cable pequeños similares; hubo menos efecto por encima de los 22 años
Según Los Angeles Times, Rock the Vote experimentó problemas financieros después de las elecciones de 2004. Salió de las elecciones con una deuda de 700 000 dólares y su presidente renunció en el verano de 2005 "en medio de desacuerdos sobre la dirección de la organización".  En 2008, la campaña de registro de votantes jóvenes de Rock the Vote resultó en 2,6 millones de votantes jóvenes registrados.
En noviembre de 2012 y 2013, Rock the Vote experimentó con anuncios de Facebook para alentar la participación de votantes diciéndoles a las personas la cantidad de días que quedaban hasta las elecciones y a cuáles de sus amigos les "gustaba" la cuenta regresiva. Los anuncios se mostraron a más de 400 000 adultos, seleccionados al azar de una base de más de 800 000. Rock the Vote había ayudado a muchos de ellos a registrarse. Los anuncios no aumentaron la participación en el grupo experimental, en comparación con el grupo de control que no recibió los anuncios. En 2012 también experimentaron con recordatorios de mensajes de texto a 180 000 personas que habían proporcionado sus números de teléfono móvil. Los mensajes de texto del día anterior a las elecciones aumentaron la participación seis décimas de punto porcentual, mientras que los mensajes de texto del día de las elecciones redujeron la participación.
Antes de las elecciones de 2014, Rock the Vote lanzó un video titulado "Turn Out For What". Era una parodia de la canción de Lil Jon y DJ Snake " Turn Down for What ".  El video buscaba alentar la participación de los votantes jóvenes y presentaba los derechos reproductivos, la legalización de la marihuana, el calentamiento global, los derechos LGBT, la deuda estudiantil, el control de armas y la deforestación como razones por las cuales los jóvenes estadounidenses podrían querer votar. El video fue criticado por tener una representación desproporcionada de temas políticos de izquierda. El video también fue criticado porque varias de las celebridades que aparecieron en él, incluidas Lena Dunham, Whoopi Goldberg, Natasha Lyonne y Darren Criss, no habían votado en las elecciones intermedias anteriores.
El día después de las elecciones presidenciales de EE. UU. de 2016, la presidenta y directora ejecutiva de Rock the Vote, Carolyn DeWitt, emitió un comunicado en nombre de la organización expresando su decepción con la elección de Donald Trump y las victorias en el Congreso del Partido Republicano, y escribió: "Este es un día discordante para los votantes de la generación del milenio, que votó abrumadoramente por la secretaria Clinton y por los candidatos progresistas... nos despertamos esta mañana con el corazón lleno y un enfoque penetrante, no solo en las próximas elecciones nacionales en dos cortos años, sino en poner las necesidades de los jóvenes estadounidenses, gente de color y otros que se sienten asediados, al frente y al centro de nuestro nuevo presidente y el 115º Congreso". En 2019, DeWitt se pronunció a favor de abolir el Colegio Electoral de los Estados Unidos.

## Democracy Class
Rock the Vote: Democracy Class es un programa organizado por Rock the Vote. Está diseñado para educar a los estudiantes de secundaria sobre la votación, las elecciones y la gobernabilidad. El plan de lección usa música, cultura pop, video, discusión en el salón de clases y una elección simulada para enseñar a los jóvenes estadounidenses las habilidades para navegar el proceso electoral y participar como ciudadanos activos. En el Día de la Democracia de 2011, los docentes de los 50 estados se comprometieron a impartir Clases de Democracia en más de 1100 aulas. Estudiantes de secundaria en Clases de Democracia participan en encuestas móviles que evalúan sus puntos de vista sobre temas de política pública.

## Brands for Democracy
Rock the Vote va más allá de los modelos tradicionales de patrocinio corporativo en su iniciativa Brands for Democracy. Brands for Democracy es un esfuerzo no partidista para involucrar a los empleados y clientes de la empresa para que participen cívicamente en las elecciones y la democracia de EE. UU.
Los colaboradores y socios corporativos brindan apoyo financiero, empleados voluntarios, lanzamiento de artículos de votación de edición limitada, registro en la aplicación, viajes compartidos, espacio para el registro de votantes en persona u otras contribuciones en especie. Esto incluye Chicago Sky (equipo de la WNBA), Comedy Central, Cox Enterprises (incluidas las subsidiarias Autotrader, Kelley Blue Book y Cox Homelife), Cricket Wireless, Doordash, Foot Locker (incluye Foot Locker, Champs Sports, Footaction y Eastbay), Fossil, Gap Inc. (marcas Old Navy, Gap, Banana Republic, Athleta, Intermix, Janie and Jack y Hill City), Hulu, Kate Spade, Lyft, Macy's, Snapchat, Spencer's, Los Angeles Lakers, Tommy Hilfiger, Uber, VH1, WarnerMedia (incluido HBO), Yelp, Yum! (opera las marcas KFC, Pizza Hut, Taco Bell y The Habit), y Zumiez.

## Athletes Rock the Vote
Athletes Rock the Vote es un programa desarrollado por Rock the Vote para asociarse con organizaciones deportivas y jugadores individuales para crear conciencia y promover la educación sobre el registro de votantes. Esto se ha logrado a través de anuncios de servicio público, indumentaria con mensajes gráficos y mensajes de clubes y estadios, así como publicaciones en redes sociales.
Los socios incluyen los Golden State Warriors, NFL, WNBPA, Pittsburgh Steelers, Los Angeles Rams, Atlanta Falcons, Minnesota Vikings, Baltimore Ravens, New England Patriots, San Francisco 49ers, Chicago Sky, Los Angeles Lakers, WNBA, y Pac-12 Conference.

### Hoopers Vote and Kickoff The Vote
Las iniciativas Hoopers Vote y Kickoff The Vote se diseñaron para reunir a las comunidades profesionales de baloncesto y fútbol para que tomen medidas para las elecciones estadounidenses de 2020.

## Portavoces famosos
Esta es una lista parcial de celebridades que han aparecido en anuncios de servicio público para Rock the Vote.
| - Aerosmith - Against Me! - Christina Aguilera - Rachel Bilson - Adam Brody - Bootsy Collins y Buckethead - Chris Cornell - Miranda Cosgrove - Darren Criss - Miley Cyrus | - Deee-Lite - Leonardo DiCaprio - Robert Downey Jr. - Daniel Dumile - Macy Gray - Jake Gyllenhaal - Maggie Gyllenhaal - Reverend Horton Heat - El elenco de Jack & Bobby - Janet Jackson | - Michael Jackson - Samuel L. Jackson - Allison Janney - Kinky - Lush - Madonna - Ricky Martin - Megadeth - Brittany Murphy - El elenco de One Tree Hill | - Donny Osmond - P. Diddy - Sarah Jessica Parker - The Ramones - Red Hot Chili Peppers - Romeo - Rooster Teeth - Peter Sarsgaard - Slaughter - Michael Stipe | - Justin Timberlake - Benicio del Toro - Paul Van Dyk - Eddie Vedder - Scott Weiland - will.i.am - XO Stereo - Draymond Green - Kendall Jenner - James Charles |